# Tourisme dans la Creuse
 (juin 2018).
Le département français de la Creuse attire les touristes essentiellement grâce au tourisme vert  et au tourisme culturel. Ses principaux pôles attractifs sont le lac de Vassivière, la station thermale d'Évaux-les-Bains, la vieille ville d'Aubusson et ses monuments liés à la tapisserie (maison du tapissier, maison des Vallenet, musée...).

## Patrimoine
- Le château de Boussac : sur les traces de George Sand et de Pierre Leroux.
- Le Château du Puy, patrimoine labellisé, possède un colombier médiéval datant de 1789(DRAC)
- Le pont de Sénoueix est situé à Gentioux-Pigerolles. C’est une véritable image d’Épinal du département. Le pont est inscrit à l'inventaire des monuments historiques depuis le 9 février 1990.
- Le pont de la Terrade à Aubusson et le pont Roby de Felletin sont inscrits à l'inventaire des monuments historiques depuis 1926.
- La Tour Zizim a été construite, à Bourganeuf en Creuse de 1483 à 1486, sur l'ordre de Guy de Blanchefort, elle abrita l'exil du prince ottoman Djem Sultan. La Tour Zizim est inscrite aux monuments historiques.
- Les châteaux creusois sont nombreux et témoignent de l'histoire du département : Villemonteix, Jouillat, Étangsannes, Crozant...Château du Puy,
- Le patrimoine religieux est aussi très riche et varié :  Chambon-sur-Voueize, Evaux-les-Bains, Abbaye de Moutier-d'Ahun, etc.
- Quelques lanternes des morts subsistent au nord du département.

## Patrimoine naturel

### Les tourbières
La Creuse présente de nombreuses tourbières sur son territoire comme la tourbière de la Mazure. Une tourbière est un écosystème très original, fragile, une zone humide caractérisée par l'accumulation progressive de la tourbe, un sol caractérisé par sa très forte teneur en matière organique majoritairement végétale, peu ou pas décomposée. Cette caractéristique fait des tourbières des puits de carbone. 

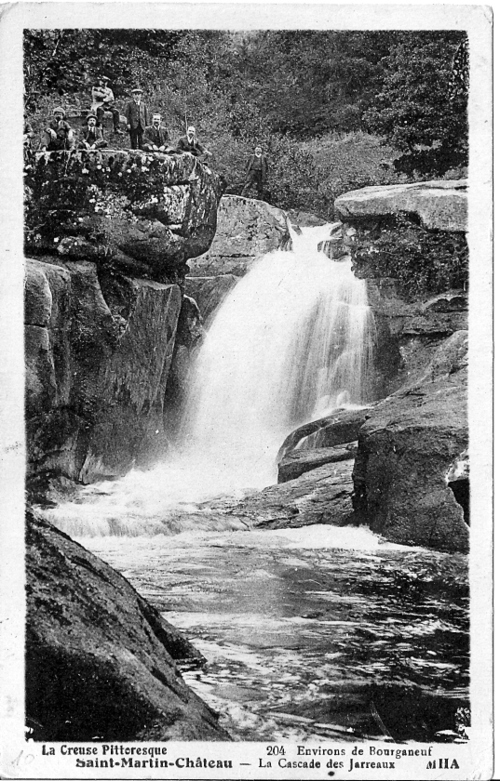
La cascade des Jarrauds

La faune est pauvre et très spécialisée : le lézard vivipare, le pipit farlouse, la vipère péliade qui bénéficie d'un statut de protection partielle dans la liste de l'arrêté du 22 juillet 1993, le circaète Jean-le-Blanc (Circaetus Galicus) : c'est un oiseau, rapace diurne de la famille des Accipitridés. Sa silhouette ressemble à celle d'une grosse buse. Ses ailes et sa queue sont larges et son ventre est clair tandis que sa poitrine et sa tête sont plus sombres. Il se nourrit presque exclusivement de serpents. 
En ce qui concerne la flore, on trouve de nombreuses espèces rares dont toutes les espèces de Droséra.

### Sites
- Le Château du Puy à Tercillat, Patrimoine labellisé au nord de la Creuse
- La Réserve naturelle nationale de l'étang des Landes
- La Cascade des Jarrauds située à Saint-Martin-Château  dans la Creuse fait partie de la rivière la Maulde.
- La pierre aux neuf gradins est un site situé sur la commune de Soubrebost, à proximité de Pontarion.
- La Rigole du diable creusée peut être par le diable lui-même, est située dans la Vallée du Thaurion sur les communes de Royère-de-Vassivière et de Le Monteil-au-Vicomte[1].
- Les Pierres Jaumâtres situées au sommet du mont Barlot sur la commune de Toulx-Sainte-Croix, sont un amas granitique.
- Le labyrinthe géant de Guéret, situé à 3 km au sud de Guéret[2].

## Circuit touristique
- Le GR de pays des cascades, landes et tourbières est un nouveau circuit de 65 kilomètres permettant de relier Royère-de-Vassivière à Bourganeuf en passant par Saint-Pierre-Bellevue, Saint-Pardoux-Morterolles, Faux-Mazuras, Saint-Martin-Château, Saint-Junien-la-Bregère. Le circuit permet de visiter de nombreux sites naturels et monuments remarquables de la région : tourbière, Cascade des Jarrauds, Moulin d'Augerolles, Tours Zizim, pont de planche en granit, Croix, églises, sites inscrits des Gorges du Verger et des Roches du Mazuras... Le circuit peut s'effectuer à pied en 3 ou 4 jours ou en 1 ou 2 jours en VTT ou à cheval[3].

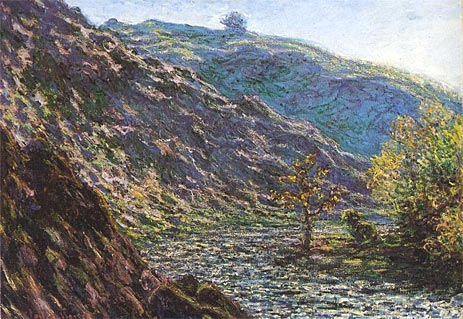
La petite Creuse de Monet

- La voie verte L'échappée verte relie Saint-Sébastien à Dun-le-Palestel
- L'École de Crozant est située sur les rives des deux Creuses à proximité des communes de Crozant et de Fresselines dans le département de la Creuse. C'est une école "sans maître", qui n'est rien d'autre qu'une commode appellation, imaginée ultérieurement, pour désigner tous ceux qui ont trouvé l'inspiration sur les rives de la Creuse. Claude Monet en 1889 au cours d'un séjour à Fresselines réalisait une série de 23 toiles sur les sites du confluent des deux Creuses.

## Musées
- L'écomusée Tuilerie de Pouligny situé à Chéniers dans le nord du département, poursuit l'aventure de la tuilerie de Pouligny qui débuta en 1830 par l'installation d'un ouvrier tuilier, Jean Monsieur.
- Le Musée de l'Electrification de Bourganeuf. Le musée présente l'histoire de l'électrification de Bourganeuf. En effet la ville de Bourganeuf a été la troisième ville française à recevoir l'électricité en 1886.
- Le Musée de la Mine de Bosmoreau-les-Mines
- Le Musée de la Sénatorerie de Guéret
- Le musée départemental de la tapisserie d'Aubusson
- Le Scénovision de Bénévent-l'Abbaye présente des scènes de vie de la commune de Bénévent-l'Abbaye à la fin du XIXe siècle.
- Musée rétrospective des 3000 costumes du Château du Puy Tercillat

## Communes ayant plus de 10% de résidences secondaires
Selon le recensement général de la population du 8 mars 1999, 21 % des logements disponibles dans le département étaient des résidences secondaires.
Ce tableau indique les principales communes de la Creuse dont les  résidences secondaires et occasionnelles dépassent 10 % des logements totaux.

## Pour approfondir